# Баскуншы
Баскуншы (каз. Басқұншы) — село в Панфиловском районе Жетысуской области Казахстана. Административный центр Баскунчинского сельского округа. Находится на границе с Китаем, на берегу реки Хоргос, на высоте 1058 метров над уровнем моря, примерно в 32 км к северо-востоку от города Жаркент, административного центра района. Код КАТО — 195635100.

## Население
Основано в 1888 году как казачий выселок Николаевский (Баш-кунчан).
В 1999 году население села составляло 1969 человек (973 мужчины и 996 женщин). По данным переписи 2009 года, в селе проживало 1725 человек (854 мужчины и 871 женщина)